# Айдоне
Айдоне (італ. Aidone, сиц. Aiduni) — муніципалітет в Італії, у регіоні Сицилія,  провінція Енна.
Айдоне розташоване на відстані близько 530 км на південь від Рима, 125 км на південний схід від Палермо, 24 км на південний схід від Енни.
Населення — 4855 осіб (2014).
Щорічний фестиваль відбувається 10 серпня. Покровитель — святий мученик Лаврентій.

## Демографія
Населення за роками:

Станом на 1 січня 2023 року в муніципалітеті офіційно проживало 210 іноземців з 36 країн, серед них 30 громадян країн Євросоюзу та 13 громадян України.

## Сусідні муніципалітети
- Енна
- Мінео
- П'яцца-Армерина
- Раддуза
- Рамакка